# Historia del constitucionalismo salvadoreño
La Historia del constitucionalismo salvadoreño se refiere a todas aquellas constituciones que fueron la ley suprema del estado salvadoreño durante el transcurso su historia. Inspirándose, en lo primordial, en los modelos de las democracias occidentales. 
La Constitución, como Ley Suprema del Estado, contiene los fundamentos de dichas instituciones y orienta su actuación. Por ello es adecuado tomarla como punto de arranque, siguiendo la doble división de la carta magna: por un lado la parte dogmática, en la que se explican los derechos individuales y sociales, y por otro lado, la parte orgánica, en la que se exponen la organización y funciones del gobierno.

## Historia de la constitución
El Salvador ha tenido numerosas Constituciones desde su independencia. Este hecho evidencia la evolución política que ha predominado a lo largo de su historia. 
La primera Constitución que rigió en territorio salvadoreño, de 1812 a 1814 y de 1820 a 1823, fue la Constitución española de 1812 o Constitución de Cádiz también conocida como la “pepa”, la cual fue decretada por las Cortes Generales, en los que figuró como representantes de la Intendencia de San Salvador: José Ignacio Ávila (durante el primer período que estuvo vigente la constitución antes dicha); mientras que como representantes de la Alcaldía Mayor de Sonsonate estuvo José Mariano Méndez (durante el segundo período de vigencia de la Constitución).
En 1823 la Asamblea Constituyente de las Provincias Unidas del Centro de América emitió las Bases de Constitución Federal, que rigieron en 1824 como Constitución provisional. De conformidad con uno de sus preceptos, El Salvador dictó su constitución estatal del 12 de junio de 1824 y por ella el país se erigió en Estado libre e independiente dentro de la órbita de la República Federal de Centroamérica que estaba por constituirse. Fue el primero de los cinco estados en darse su propia constitución.
La Constitución de la República Federal de Centroamérica de 1824 se promulgó el 22 de noviembre de ese año y estableció que el gobierno era republicano, representativo y federal. A las provincias de Guatemala, Honduras, Nicaragua, Costa Rica y El Salvador daba el nombre de Estados Federados de Centroamérica y proclamaba como religión oficial la católica, excluyendo del ejercicio público a quien practicara cualquier otra. Simultáneamente, en 1824 se promulgó la "Constitución del Estado de El Salvador", la cual regulaba el territorio salvadoreño como un Estado miembro de la federación y no como república, la misma que ayudó a instalar las bases de la segunda Constitución
La segunda Constitución lleva la fecha del 18 de febrero de 1841, cuando ya había desaparecido la Federación Centroamericana y El Salvador se había constituido en república independiente. Después de esta carta magna siguieron las constituciones de 1864, 1871, 1872, 1880, 1883, 1885 (que nunca fue aprobada ni entró en vigencia), 1886, 1939 (reformada en 1944), 1945, 1950, 1962, hasta llegar a la de 1983, que es la vigente.
La constitución de 1841 fue la primera en la que se hizo referencia al hábeas corpus (recurso de exhibición personal). En ella se estableció asimismo un órgano legislativo bicameral, con una cámara de diputados y un senado. Se siguió reconociendo como oficial la religión católica, pero se declaró que toda persona era libre para adorar a Dios según su conciencia, sin que se puedan perturbar sus creencias privadas. Además se prohibió que los eclesiásticos pudieran optar a cargos de elección popular. Esta Constitución, de corte liberal e individualista, fue la primera que incluyó un título en la cual se exponen los derechos y las garantías del pueblo y de los ciudadanos.
Por una disposición de la Constitución de 1864 El Salvador reconocía la existencia de derechos y deberes anteriores y superiores a las leyes positivas, es decir a las dictadas por autoridades formales del Estado.
La Constitución de 1871 es la primera que prescribe la tolerancia al culto público de confesiones cristinas no católicas, siempre y cuando no ofendiesen la moral y el orden públicos. La Constitución de 1872 reprodujo básicamente el texto de su antecesora, si bien amplió el período presidencial de dos años a cuatro años.
La Constitución de 1880 garantiza el libre ejercicio de todas las religiones, pero a la vez declara que el gobierno protegerá a la religión católica por ser la oficial.
En la Constitución de 1883 se reconoció por primera vez, sin establecer una religión oficial, la libertad de culto sin más límites que el trazado por la moral y el orden público. Pero será la de 1886 -modelo de carta magna liberal- la más venerada no solo por su larga vigencia sino por incluir una serie de disposiciones consideradas de avanzada para su época. También introdujo las leyes constitutivas. Además fue la que estableció el sistema unicameral del órgano legislativo, al instituir una Asamblea Legislativa de Diputados.
Si bien la Constitución de 1939 contiene fundamentalmente el mismo texto que la de 1886, se comprueban algunos cambios. El más sobresaliente es la disposición por medio de la cual se prescribe que, al momento de sentenciar, los tribunales tienen la facultad de declarar inaplicable cualquier ley o disposición de los órganos del Estado si se considera que los mismos contradicen la Constitución. Esta Carta Magna fue reformada en 1944. La llamada Constitución de 1945 no fue más que el restablecimiento de la vigencia del texto de la Constitución de 1886, aunque con varias reformas aprobadas por una Asamblea Constituyente a finales de 1945. Esta Constitución de 1886 y sus reformas de 1945 fueron derogadas por el Consejo de Gobierno Revolucionario mediante Decreto Ley N.º 5, del 20 de diciembre de 1948, publicado en Diario Oficial N.º 280, Tomo N.º 145, del 21 de diciembre de 1948, en donde se declaraba que también se derogaban las leyes constitutivas, que El Salvador entraba en un período preconstitucional y que se respetarían los tratados internacionales suscritos por los anteriores gobiernos salvadoreños. Sin embargo, por medio del Decreto Decreto Ley N.º 6, del 20 de diciembre de 1948, publicado en la misma fecha del Diario Oficial que el anterior cuerpo legal, se adoptaron algunas disposiciones de esa misma Constitución con sus reformas. Este último decreto ley sería derogado por el artículo 224 de la Constitución de 1950.
En 1950 se promulgó una Constitución teóricamente de avanzada, pues si bien no abandonaba su carácter individualista recogía de forma expresa los derechos sociales en uno de sus títulos, estableciendo como novedad que la Corte Suprema de Justicia sería el único tribunal competente para declarar la inconstitucionalidad de las leyes, en su forma y contenido, de un modo general y obligatorio, y que puede hacerlo a petición de cualquier ciudadano. Por Decreto Constituyente N.º 3, del 3 de enero de 1962, publicado en Diario Oficial N.º 1, Tomo N.º 194, del 3 de enero de 1962, la Asamblea Constituyente que redactaría la Constitución de 1962, reconocía que a partir del golpe de Estado del 26 de octubre de 1960 había quedado derogada la anterior Ley Fundamental de 1950. La Constitución de 1962 reprodujo casi con exactitud el texto de su antecesora, aunque redujo el período presidencial de seis años a cinco años, permitió la enseñanza religiosa en las escuelas públicas y reconoció el derecho a formar sindicatos a los trabajadores de las instituciones oficiales autónomas. La última Constitución aprobada ha sido la de 1983, emitida en un momento histórico caracterizado por el conflicto armado interno y en que la Asamblea Constituyente que la redactó estaba conformada por representantes pertenecientes a los partidos de derecha y de la democracia cristiana, mientras que la izquierda, que se había negado a participar en las elecciones para elegir los miembros de dicha asamblea constituyente, se encontraba en plano enfrentamiento político y militar con el gobierno y la Fuerza Armada.
Los Acuerdos de Paz de 1992 por los que se puso fin a la guerra civil que padeció el país de 1980 a 1992 contenían una serie de compromisos que implicaban reformas a la Constitución de la República, las cuales se aprobaron e incorporaron al texto de la carta magna en 1991 y 1992.

## La constitución de 1983
La Constitución de 1983 es un cuerpo normativo que nace sobre la base del modelo de la Ley Suprema de 1962; además tiene como fuentes ideológicas algunas constituciones de Latinoamérica, la de España y la de Alemania. Fue promulgada por la Asamblea Constituyente que funcionó con representantes elegidos mediante elecciones populares y directas en las que sólo participaron los partidos políticos de derecha que durante la guerra civil respaldaban políticamente a la Fuerza Armada en la lucha contra la guerrilla izquierdista del FMLN. Dicha asamblea constituyente se convirtió en Asamblea Legislativa a partir de la fecha de entrada en vigencia de esta carta magna. Sin embargo, gracias a las normas que se le incorporaron a resultas de los Acuerdos de Paz, la Constitución adquiere un alto grado de aceptación entre los distintos actores políticos de la vida nacional.
Esta constitución fue escrita con un carácter relativamente flexible. Esto es así porque se adoptó en un documento escrito y porque admite la reforma, aunque sometida a especiales requisitos y procedimientos, con exclusión de determinadas materias: la forma y el sistema de gobierno, el territorio nacional y la alternancia en el ejercicio de la Presidencia de la República. Consta de dos grandes aparatos: a) la parte dogmática, en la que asume un estilo garantista que une en primer término los derechos individuales, aunque reconoce los derechos sociales, y b) la parte orgánica, en la que se organiza y ordena el Estado y sus órganos e instituciones.

## Cronología del constitucionalismo salvadoreño
El Salvador inició su vida constitucional con la Constitución de Cádiz, que estuvo vigente en el territorio salvadoreño de 1812 a 1814 y de 1820 a 1823.
En su historia independiente, El Salvador ha tenido las siguientes constituciones:
1. Bases de Constitución Federal de 1823, vigente en El Salvador de marzo a noviembre de 1824.
2. Constitución de la República Federal de Centroamérica de 1824, aprobada el 22 de noviembre de 1824, vigente en El Salvador hasta 1841.
3. Constitución Política del Estado de El Salvador, del 12 de junio de 1824, vigente hasta 1841.
4. Constitución Política de la República de El Salvador aprobada el 18 de febrero de 1841, vigente hasta 1864.
5. Constitución del 12 de marzo de 1864, vigente hasta 1871.
6. Constitución del 16 de octubre de 1871, vigente hasta 1872.
7. Constitución del 9 de noviembre de 1872, vigente hasta 1880.
8. Constitución del 16 de febrero de 1880, vigente hasta 1883.
9. Constitución del 6 de diciembre de 1883, vigente hasta 1886.
10. Constitución del 13 de agosto de 1886, vigente hasta 1939 y restablecida con reformas en el período de 1945 a 1948.
11. Constitución del 20 de enero de 1939, vigente hasta 1944.
12. Constitución del 7 de septiembre de 1950, vigente hasta el golpe de Estado del 26 de octubre de 1960.
13. Constitución del 8 de enero de 1962, cuya vigencia fue suspendida por el golpe de Estado del 15 de octubre de 1979, pero reinstaurada con un régimen de excepciones el 26 de abril de 1982. Fue derogada junto con su régimen de excepciones por el artículo 249 de la Constitución de 1983.
14. Constitución del 15 de diciembre de 1983, actualmente en vigencia con las reformas aprobadas a partir del año 1991.[5]